# Большаков, Иван Иванович
Ива́н Ива́нович Большако́в (1851 — после 1917) — вышневолоцкий городской голова, член III Государственной думы от Тверской губернии.

## Биография

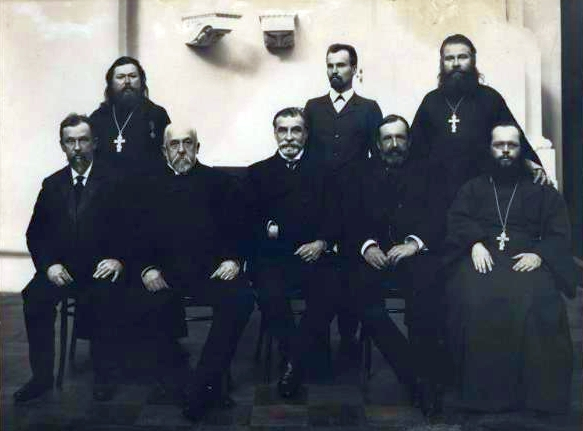
Депутаты Государственной думы III созыва от Тверской губернии. И. И. Большаков — первый слева, сидит

Православный. Купец, потомственный почетный гражданин.
Окончил городское училище. Владел лесопильным заводом, имел два дома в Вышнем Волочке и до 5000 десятин земли. Избирался вышневолоцким городским головой (к 1906 году — в должности). Кроме того, состоял почетным блюстителем Мариинской женской гимназии, попечителем Вышневолоцкого реального училища, директором детского приюта ведомства учреждений императрицы Марии, а также членом многих благотворительных обществ.
В 1907 году был избран членом III Государственной думы от 1-го съезда городских избирателей Тверской губернии. Входил во фракцию октябристов. Подписал законопроект «Об устройстве и открытии церковных школ».
В 1916 году — вышневолоцкий городской голова. Дальнейшая судьба неизвестна.